# Фарапский этрап
Фарапский этрап (туркм. Farap etraby) — бывший этрап в Лебапском велаяте Туркменистана.
Образован в январе 1925 года как Фарабский район Ленинского округа Туркменской ССР.
В мае 1927 Ленинский округ был переименован в Чарджуйский.
В сентябре 1930 Чарджуйский округ был упразднён и Фарабский район перешёл в прямое подчинение Туркменской ССР.
В ноябре 1939 Фарабский район отошёл к новообразованной Чарджоуской области.
В январе 1963 Фарабский район был упразднён, но уже в декабре 1965 восстановлен в прямом подчинении Туркменской ССР.
В декабре 1970 район вновь вошёл в состав восстановленной Чарджоуской области.
В 1992 году Фарабский район вошёл в состав Лебапского велаята и был переименован в Фарапский этрап.
9 ноября 2022 года Фарапский этрап был упразднён, а его территория предана в Чарджевский этрап.